# Six Feet Down Under
Six Feet Down Under es un EP conmemorativo en vivo limitado hecho por el grupo musical estadounidense de thrash metal, Metallica. Fue grabado en Australia y Nueva Zelanda y puesto a la venta el 20 de septiembre de 2010 por Universal Music. El EP contiene 8 canciones recopiladas por los fanes que fueron interpretadas por el grupo en vivo.

## Contenido
| N.º | Título                       | Grabado                                                      | Duración |  |
| 1.  | «Eye of the Beholder»        | 4 de mayo de 1989 en el Festival Hall de Melbourne           | 6:33     |  |
| 2.  | «...And Justice for All»     | 4 de mayo de 1989 en el Festival Hall de Melbourne           | 9:53     |  |
| 3.  | «Through the Never»          | 8 de abril de 1993 en el Entertainment Centre de Perth       | 3:40     |  |
| 4.  | «The Unforgiven»             | 4 de abril de 1993 en el National Tennis Centre de Melbourne | 7:02     |  |
| 5.  | «Low Man's Lyric» (Acústico) | 11 de abril de 1998 en el Entertainment Centre de Perth      | 7:00     |  |
| 6.  | «Devil's Dance»              | 12 de abril de 1998 en el Entertainment Centre de Perth      | 5:49     |  |
| 7.  | «Frantic»                    | 21 de enero de 2004 en el Entertainment Centre de Sydney     | 7:46     |  |
| 8.  | «Fight Fire with Fire»       | 19 de enero de 2004 en el Entertainment Centre de Brisbane   | 5:09     |  |

## Personal
- James Hetfield: Voz y guitarra rítmica.
- Lars Ulrich: Batería.
- Kirk Hammett: Guitarra líder y coros.
- Jason Newsted: Bajo y coros de la canción 1 a 6.
- Robert Trujillo: Bajo en las canciones 7 y 8.